# Orphnus obsoletus
Orphnus obsoletus är en skalbaggsart som beskrevs av Brancsik 1892. Orphnus obsoletus ingår i släktet Orphnus och familjen Orphnidae. Inga underarter finns listade i Catalogue of Life.